# Oamenii din inima țării
Oamenii din inima țării este un film românesc din 1988 regizat de Luiza Ciolac.